# Francisco Makabulos

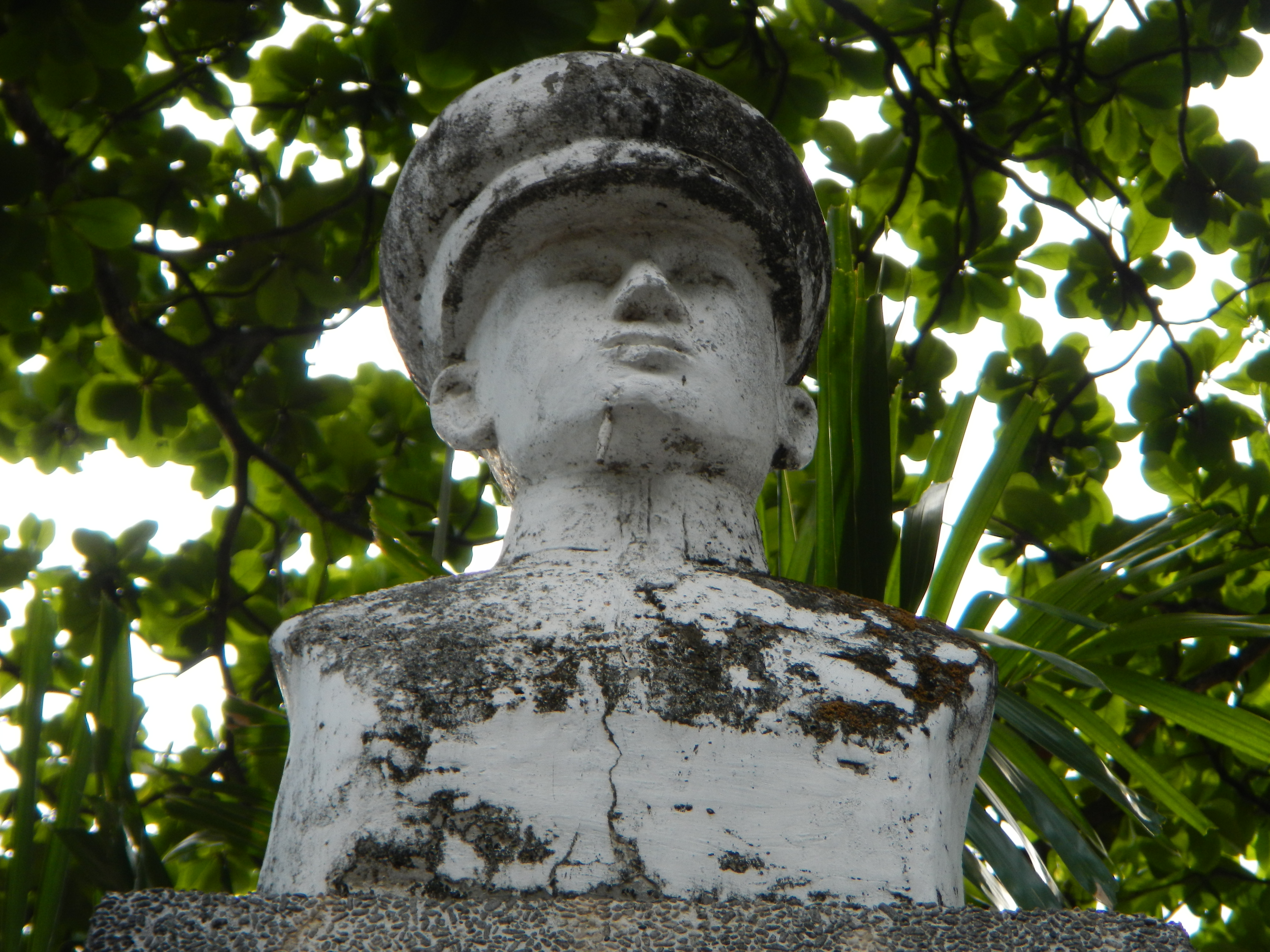
Monument voor Francisco Makabulos

Francisco Makabulos (La Paz, 17 september 1871 - 30 april 1922) was een Filipijns schrijver en revolutionair. Hij gaf leiding aan Filipijnse revolutionaire troepen tijdens de Filipijnse revolutie.

## Biografie
Francisco Makabulos werd geboren op 17 september 1871 in La Paz in de Filipijnse provincie Tarlac. Zijn ouders waren Alejandro Makabulos en Gregoria Soliman. Hij leerde lezen en schrijven van zijn moeder en op de parochieschool van La Paz. Makabulos bleek een getalenteerde schrijver. Toneelstukken van zijn hand werden in Tarlac en het naburige Nueva Ecija opgevoerd. Hij was klerk op het kantoor van de teniente mayor van La Paz. Later was hij zelf teniente de mayor, cabeza de barangay (barangay captain) en weer later fiscal (openbaar aanklager) in La Paz. Kort na de uitbraak van de Filipijnse revolutie in 1896 richtte hij de eerste lokale afdeling van de Katipunan in Tarlac op. Al snel werd hij door Emilio Aguinaldo bevorderd tot brigadegeneraal. Makabulos was een van de ondertekenaars van het Pact van Biak-na-Bato. Hoewel hij door Aguinaldo werd aangewezen om mee te gaan in ballingschap met Emilio Aguinaldo, koos hij ervoor achter te blijven in de Filipijnen
Toen de strijd na de terugkeer van Emilio Aguinaldo en andere Filipijnse leiders uit Hongkong werd hervat, boekte Makabulos grote successen. Op 22 juni 1898 gaven Spaanse troepen onder leiding van kolonel Ceballos zich aan hem over. Tussen 1 juli en 10 juli belegerde hij met 700 manschappen Tarlac en slaagde hij erin de stad te veroveren. Na de uitbraak van de Filipijns-Amerikaanse Oorlog zette hij onder leiding van Aguinaldo de strijd om onafhankelijkheid voort, ook nadat Aguinaldo door de Amerikanen gevangen was genomen. In juni 1900 gaf hij zich ten slotte over. Makabulos werd later namens de Democrata Party gekozen tot raadslid en vervolgens tot viceburgemeester en burgemeester van La Paz. Nadien werd hij weer boer en schreef hij nog enkele toneelstukken, waaronder Uldarico en Rosario.
Makabulos overleed in 1922 op 50-jarige leeftijd aan een longontsteking, gecombineerd met hartproblemen. Hij was getrouwd met Dorotea Pascual en kreeg met haar vier kinderen. Op 17 september 1951 werd er in Tarlac ter ere van Makabulos een monument opgericht.

## Bron
- National Historical Institute, Filipinos in History, vol 1, Manilla, NHI (1989)
- Carlos Quirino, Who's who in Philippine history, Tahanan Books, Manilla (1995)

- Library of Congress Control Number: nb99005899
- Virtual International Authority File: 56106703
- WorldCat: E39PBJtmp8YDPT3M3XHqFwjKVC